# وادي الملحي (المخادر)

تعديل مصدري - تعديل

وادي الملحي محلة تابعة لقرية الملحى، التابعة لعزلة السحول بمديرية المخادر إحدى مديريات محافظة إب في الجمهورية اليمنية، بلغ تعداد سكانها 942 حسب تعداد اليمن لعام 2004.